# Károly Kárpáti
Károly Kárpáti (Eger, 2 luglio 1906 – Budapest, 23 settembre 1996) è stato un lottatore ungherese, specializzato nella lotta libera.

## Palmarès

### Olimpiadi
- Oro a Berlino 1936 nei pesi leggeri.
- Argento a Los Angeles 1932 nei pesi leggeri.